# Ducula aurorae
Ducula aurorae là một loài chim trong họ Columbidae.